# Janusz Różycki
Janusz Różycki, né le 10 mai 1939 à Varsovie, est un escrimeur polonais.

## Biographie
Fils du mathématicien Jerzy Różycki et époux de Christine Paul-Podlasky.

## Palmarès

### Jeux olympiques d'été
- 1960, Rome
  - participation au Fleuret individuel et par équipe
- 1964, Tokyo
  -  Médaille d'argent au Fleuret par équipe

### Championnats du monde
- 1961 à Turin 
  -  Médaille de bronze en Fleuret par équipe
- 1962 à Buenos Aires
  -  Médaille de bronze en Fleuret par équipe
- 1963 à Gdańsk 
  -  Médaille d'argent en Fleuret par équipe
- 1965 à Paris 
  -  Médaille d'argent en Fleuret par équipe
- 1966 à Moscou 
  -  Médaille de bronze en Fleuret par équipe
- 1967 à Montréal 
  -  Médaille de bronze en Fleuret par équipe

### Autres compétitions
- Champion national en 1960